# 黃玄
黃玄（？—？），字玄之，福建将乐人，明朝作家。

## 生平
生卒年不詳。善作詩。師從林鴻，聞知林鴻棄官歸，遂攜妻子居閩縣。林鴻很器重他，曾赠诗道：“青裕二十徒，达者惟黄玄。”以歲貢官泉州訓導。閩中十才子之一，與周玄被稱为二玄。有《黃博士詩》，其集已不传。